# 海梅·莫雷拉
海梅·莫雷拉·加利西亚（西班牙語：Jaime Morera y Galicia；1854年—1927年4月24日）是西班牙加泰罗尼亚风景画家。

## 生平
1854年秋天出生于莱里达。青年时代来到皇家聖費爾南多美術學院学习绘画，是卡洛斯·德·阿埃斯的弟子。1874年4月和1877年间，他作为奖学金项目的一员，与弗朗西斯科·普拉迪利亚、卡斯托·普拉森西亚和亚历杭德罗·费兰特-费希尔曼斯等画家前往罗马采风学习。1874年夏，他与普拉迪利亚来到那不勒斯，遇到了前辈马里亚诺·福图尼。1875年，他花了3个月在特拉西梅诺湖附近写生，完成的风景画趋近于17世纪法国风格（巴洛克）。后来又随普拉迪利亚拜访巴黎、比利时和英国。1877年从罗马返回莱里达家乡，度过了冬天。
1878年初回到马德里，跟随老师卡洛斯·德·阿埃斯前往荷兰、比利时和法国旅行。他的一幅荷兰作品在1878年巴黎世界博览会上展出。
1884年至1886年，他与老师又前往诺曼底、英国和荷兰采风。在敦刻尔克、勒阿弗尔和维莱尔维尔停留时所绘的作品中，赭灰的海滩，再加上柔和的光线效果，总体呈现出一种忧郁的色调。这次旅行的作品在1892年马德里全国美术展上展出，获得了一等奖。
从1890年开始，莫雷拉开始穿越马德里附近崎岖的瓜達拉馬山脈，在艰苦的旅行中寻找创作灵感。他在翻山越岭后来到塞尔塞迪利亚，创作了一些瓜达拉马山脉的代表性画作。1891年至1892年，他在米拉夫洛雷斯德拉谢拉找到了一个新的绘画点，创作了著名的油画——《纳哈拉峰》（Picos de la Najarra）。1900年与玛丽亚·菲莉萨结婚。
1915年，他返回莱里达老家，建立了一座艺术博物馆，展出他和阿埃斯老师的画作。1924年，博物馆更名为佐米·莫雷拉博物馆。
1927年4月23日在马德里家中逝世，享年72岁。

## 作品集

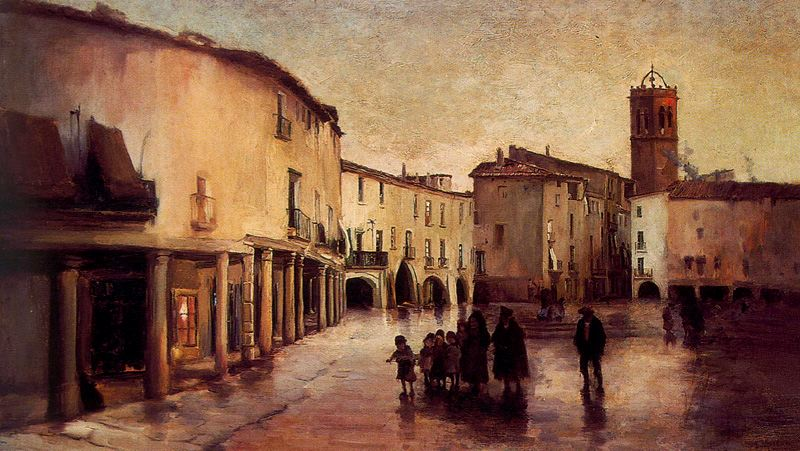
塔拉戈纳省圣科洛马德克拉尔特
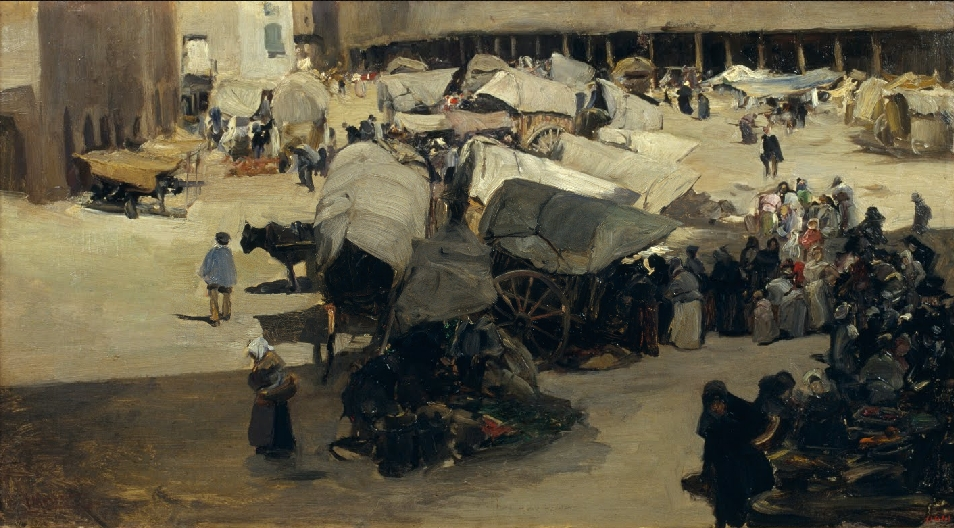
圣科洛马-德克拉尔特
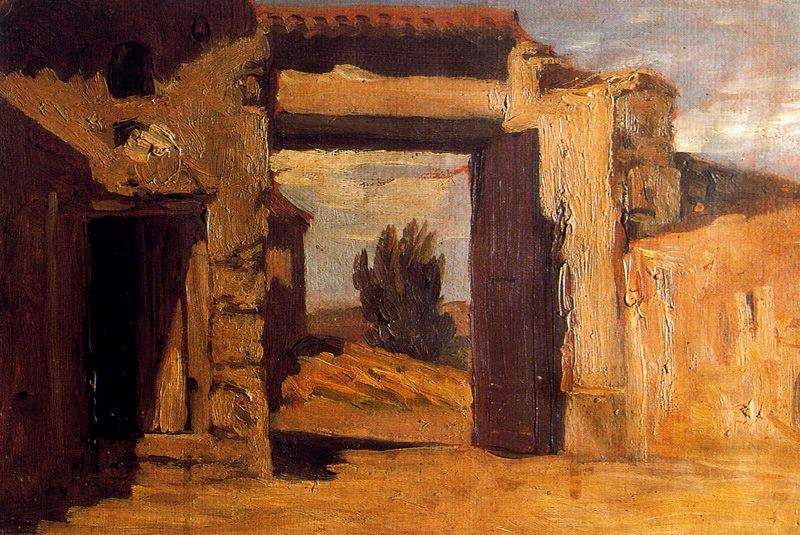
萨拉戈萨省石修道院
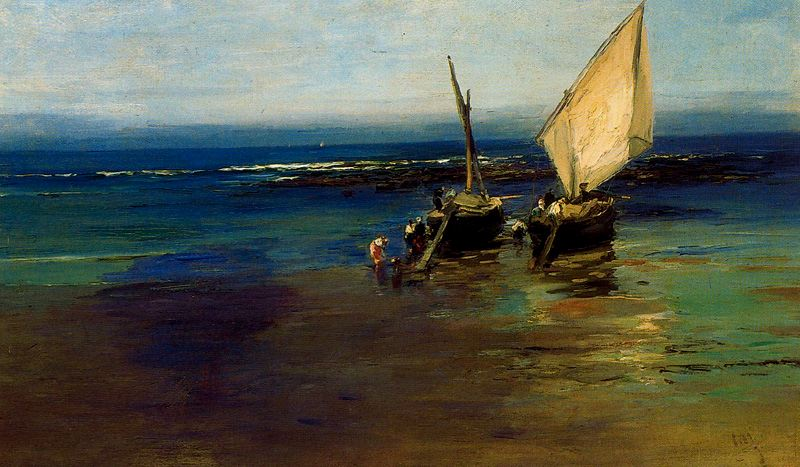
格乔比斯开湾

1875-1890年

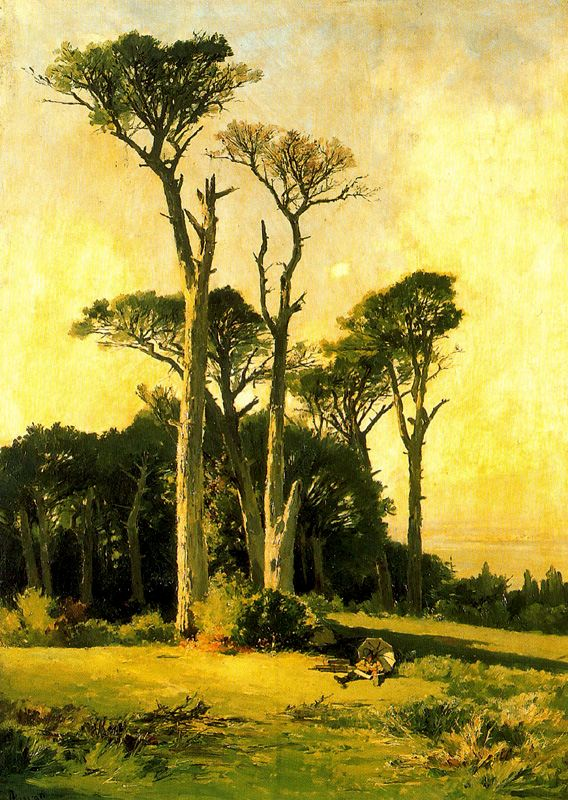
1875年
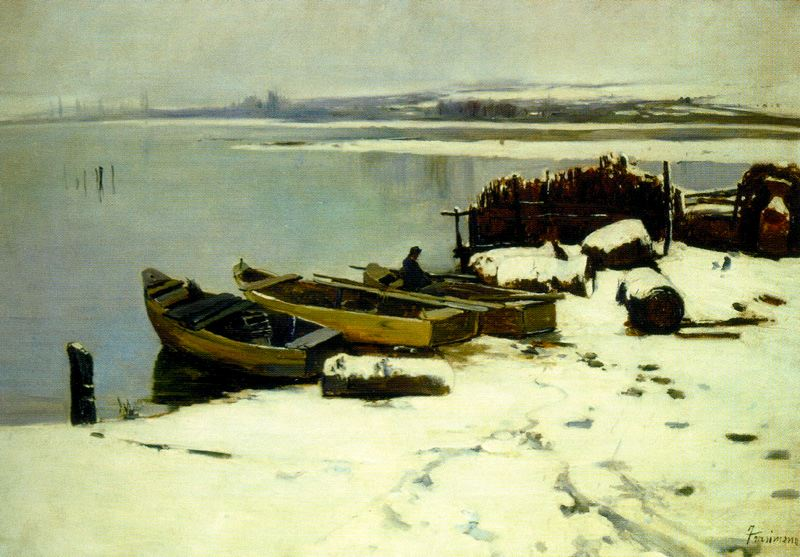
1875年
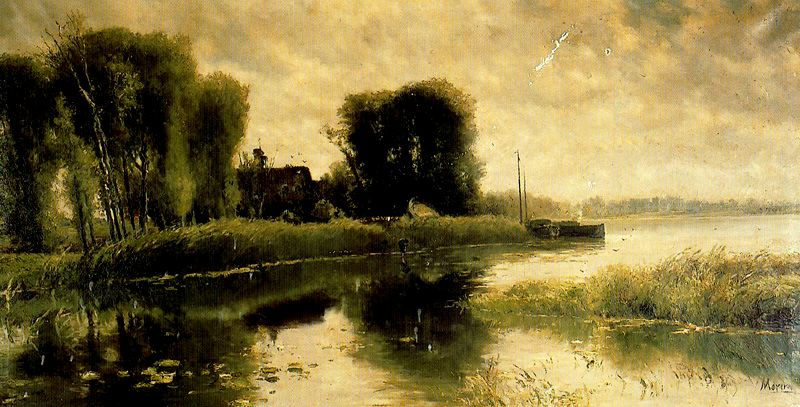
1878年，荷兰
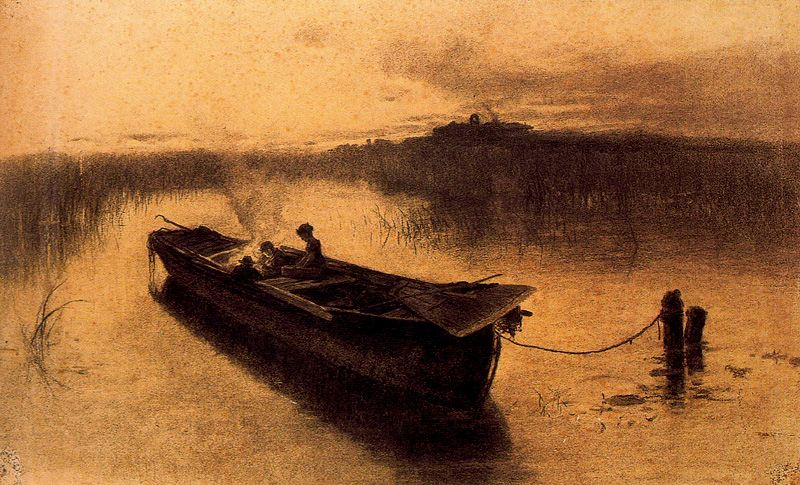
1881年
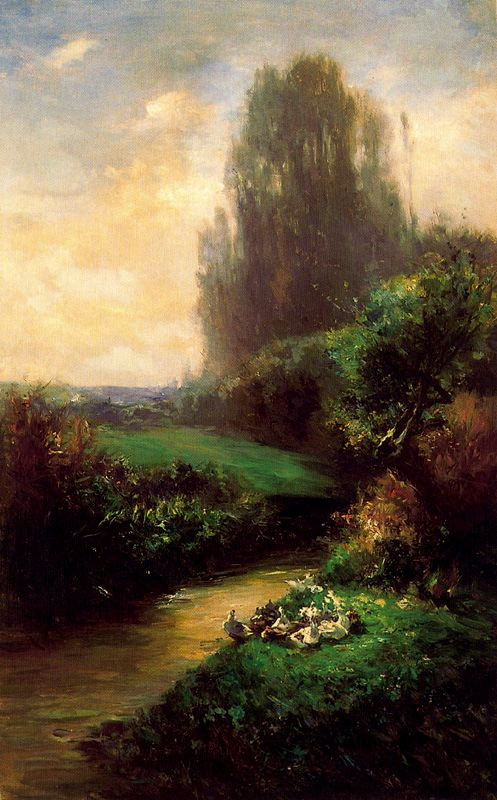
1884-1890年
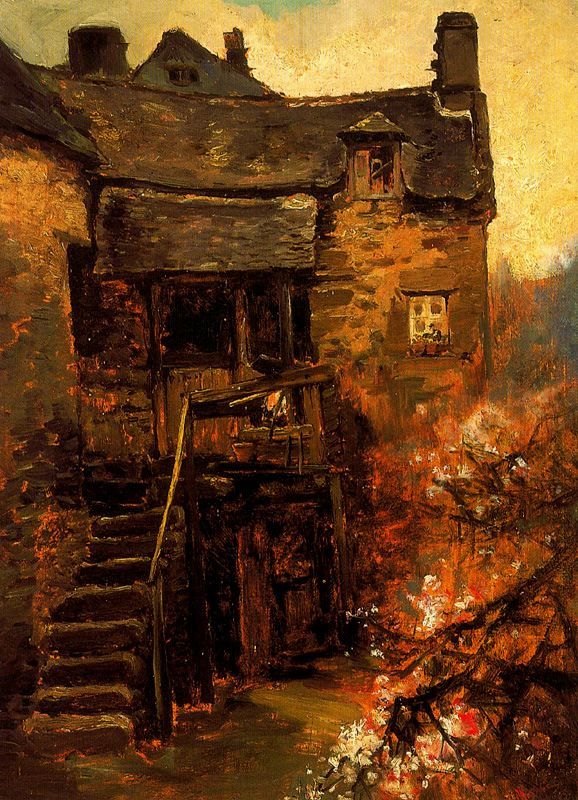
1884-1890年

1875-1890年，瓜達拉馬山脈

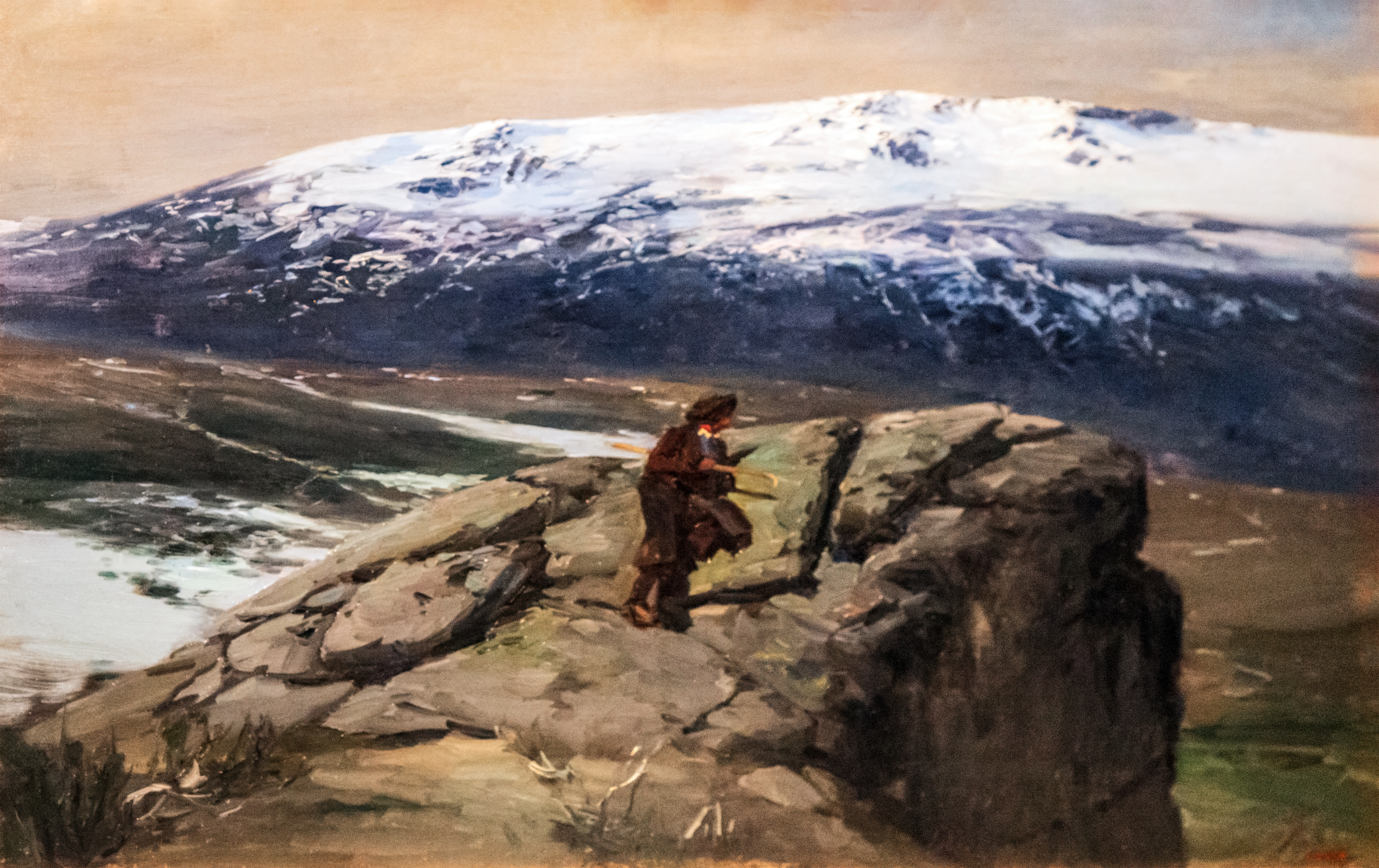
佩尼亞拉拉峰，1891年
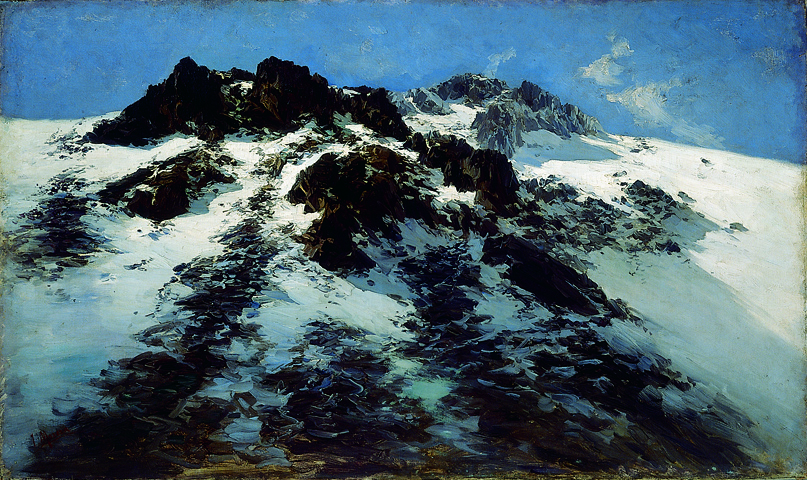
纳哈拉峰（Picos de la Najarra），1891-1892年
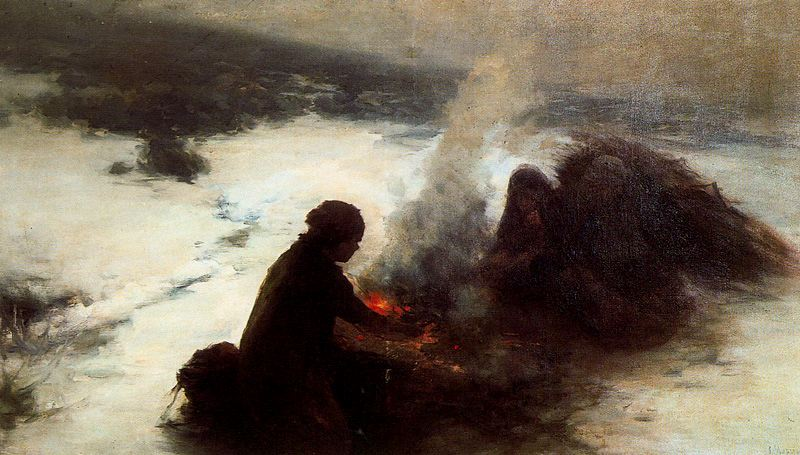
1891-1892年
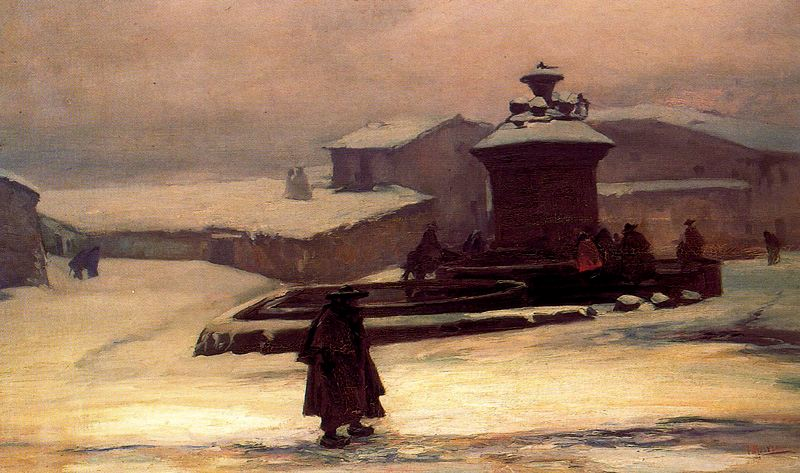
1891-1892年
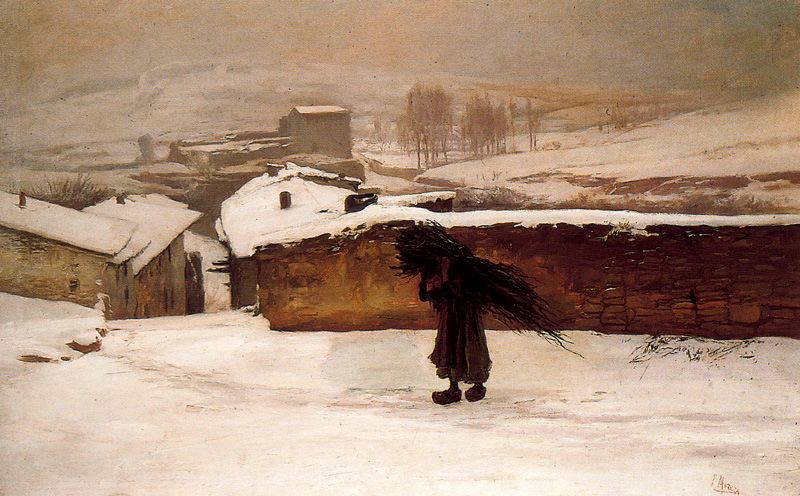
1891-1892年
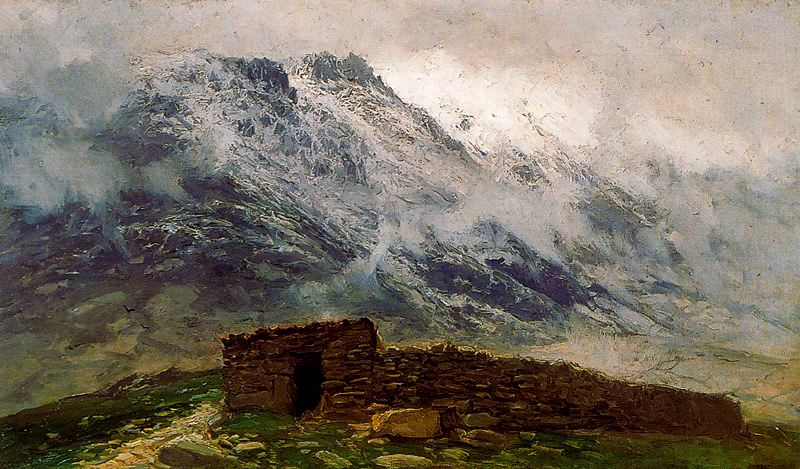
1891-1897年
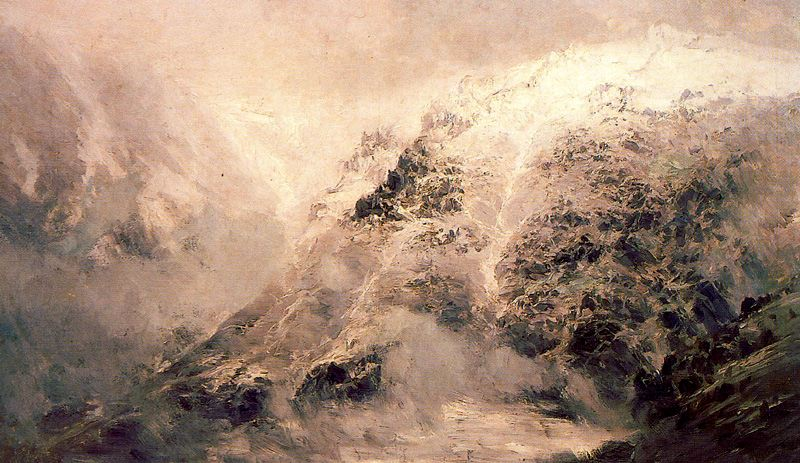
1891-1897年
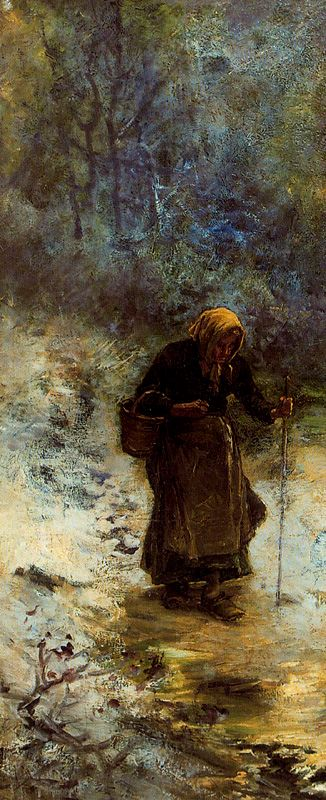
1891-1897年
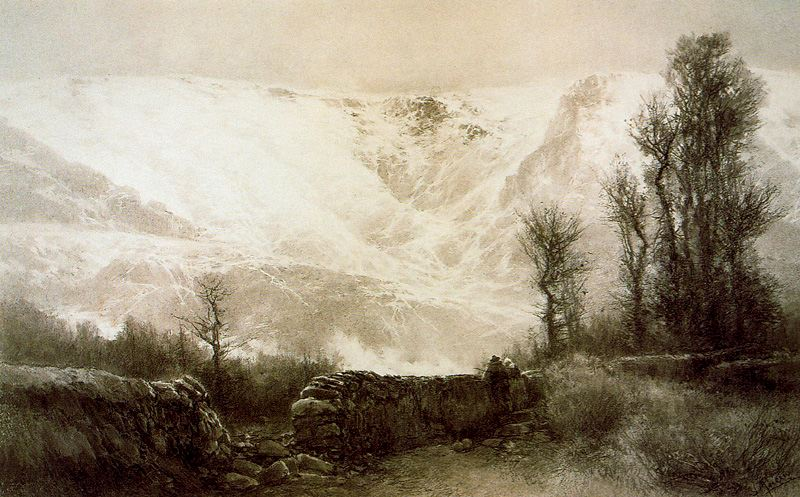
1891-1897年
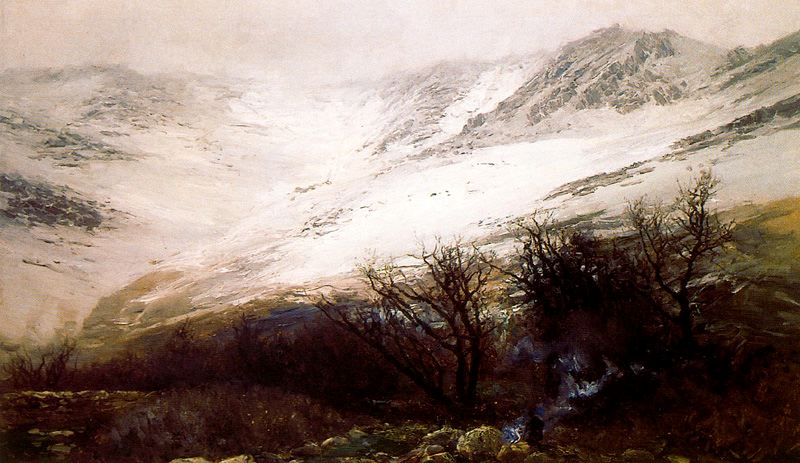
1891-1897年

其他
- 塔拉戈纳省圣科洛马德克拉尔特
- 圣科洛马-德克拉尔特
- 萨拉戈萨省石修道院
- 格乔比斯开湾